# Lysekils församling
Lysekils församling var en församling i Norra Bohusläns kontrakt i Göteborgs stift. Församlingen låg i Lysekils kommun i Västra Götalands län och ingick i Lysekils pastorat. 1 januari 2023 uppgick församlingen i Lysekils södra församling.

## Administrativ historik
Församlingen bildades omkring 1700 genom en utbrytning ur Lyse församling.
Församlingen var till 1 maj 1901 annexförsamling i pastoratet Bro, Lysekil, Lyse och Brastad. Från 1 maj 1901 till 1962 utgjorde församlingen ett eget pastorat. Från 1962 till 2023 var den moderförsamling i pastoratet Lysekil och Lyse som från 1995 även omfattade Skaftö församling, och från 2018 Brastads församling och Bro församling. 1 januari 2023 uppgick församlingen i Lysekils södra församling.

## Kyrkobyggnader
- Lysekils kyrka

### Fotnoter
1. ↑  Nationell Arkivdatabas Referenskod: SE/148401000.[källa från Wikidata]
2. ↑  Stift, kontrakt och pastorat i nummerordning med ingående församlingar 2020-01-01, SCB, läs online.[källa från Wikidata]
3. 1 2  Medlemmar i Svenska kyrkan i förhållande till folkmängd den 31.12.2019 per församling, kommun och län samt riket, Svenska kyrkan, läs online.[källa från Wikidata]
4. ↑  ”Förteckning (Sveriges församlingar genom tiderna)”. Skatteverket. 1989. http://www.skatteverket.se/privat/folkbokforing/omfolkbokforing/folkbokforingigaridag/sverigesforsamlingargenomtiderna/forteckning.4.18e1b10334ebe8bc80003999.html. Läst 17 december 2013.
5. ↑  ”Församlingar”. Statistiska centralbyrån. https://www.scb.se/hitta-statistik/regional-statistik-och-kartor/regionala-indelningar/forsamlingar/. Läst 30 december 2022.